# Marcel Langiller
Marcel Langiller (Charenton-le-Pont, 1908. június 2. – 1980. december 28.) francia labdarúgócsatár.
A francia válogatott tagjaként részt vett az 1930-as világbajnokságon.